# Ækvivalentvægt
Ækvivalentvægt er en beregning af den mængde af et stof som kan omsættes til en mængde af et andet stof. Mængden kaldes en ækvivalent. For syrer, baser og salte beregnes det som molekylvægten divideret med det højeste antal elektriske ladninger på nogen af forbindelsens ioner. Den elektrokemiske ækvivalent beregnes som atomvægten divideret med valensen og betegner mængden af et stof der svarer til en elektricitetsmængde ud fra Faradays konstant via elektrolyse.